# 익산시립도서관
익산시립도서관은 전북특별자치도 익산시 소재의 도서관이다. 전라북도 익산시에서 7개의 도서관을 운영하고 있다.

## 연혁
- 1994. 10. 20 익산시립도서관(마동도서관)개관
- 1996. 05. 22 한국도서관협회 우수도서관상 수상
- 1999 - 2000 전라북도 시범도서관 지정
- 2003. 11. 25 영등도서관 개관
- 2008. 12. 12 마동도서관, 2008 전국 도서관 운영평가 문화체육관광부장관상 수상
- 2011. 05. 31 모현도서관 개관
- 2011. 06. 01 마동도서관 전주대학교와 민간위탁 협약 체결
- 2012. 04. 05 부송도서관 개관